# Krucjata 1101 roku
Krucjata 1101 roku lub krucjaty 1101 roku – funkcjonująca w historiografii nazwa pomniejszej wyprawy krzyżowej, złożonej z trzech oddzielnych kampanii zorganizowanych w 1100 i 1101 r. Nazywana jest także Krucjatą Tchórzy z racji tego, iż wielu krzyżowców biorących w niej udział było członkami I wyprawy krzyżowej, którą jednak porzucali w krytycznych momentach. Wszystkim trzem kampaniom klęskę zadali Turcy Seldżuccy w trzech oddzielnych bitwach.

## Przyczyny
I krucjata i jej niezwykły sukces odbiły się szerokim echem w Europie. Fakt zdobycia Jerozolimy został odnotowany w wielu spisywanych wówczas kronikach. Do domów zdecydowało się powrócić wielu uczestników walk w Palestynie, przywożąc w rodzinne strony łupy i opowieści o bogactwach, cudach i szansach na karierę w Outremer. Działało to na wyobraźnię, zwłaszcza ludzi, którzy w Europie nie mogli liczyć na poprawę swojego losu. Wszystkie te czynniki, w połączeniu z rosnącym religijnym zapałem, sprawiły, że zainteresowanie ideą krucjat znacznie wzrosło i to nie tylko wśród rycerstwa.
Papiestwo i niektórzy władcy świeccy zdawali sobie sprawę, iż powstające na Wschodzie państwa łacińskie dla swojego przetrwania potrzebują stałego dopływu osadników i żołnierzy. Z prośbami o przybycie jednych i drugich często zresztą zwracali się tamtejsi władcy, borykający się z problemem braku ludzi. Miejscowi muzułmanie byli, co zrozumiałe, wrogo nastawieni do nowych panów. Wspólnoty chrześcijan wschodnich, po pierwszych wybuchach entuzjazmu, często przyjmowali postawę wyczekującą, bojąc się represji w razie klęski łacinników.
Poza tymi czynnikami na zorganizowanie kolejnej wyprawy krzyżowej wpływ miał fakt, iż wielu uczestników I krucjaty, wątpiąc w jej powodzenie, w kryzysowych sytuacjach rejterowało. Wracali do swych posiadłości w Europie lub zostawali gośćmi na dworze bizantyńskim. Był to czyn tym bardziej haniebny, iż nie tylko pozostawiali innych uczestników na pastwę niebezpieczeństwa, ale także łamali w ten sposób śluby krzyżowe. Często byli to nie tylko pomniejsi i dzięki temu mogący liczyć na anonimowość rycerze, ale i wielcy panowie, zaliczani w poczet dowódców wyprawy. Presja otoczenia, zwłaszcza wobec końcowego sukcesu tych, których pozostawili, znacznie wzrosła. Wielu uległo i chcąc ratować swój honor, ponownie wyruszali na wschód.

## Wyprawa lombardzka
Podobnie jak w czasie I krucjaty, pielgrzymi, żołnierze i towarzyszący im ludzie nie podróżowali jako jedna armia, pod wspólnym dowództwem, tylko w mniejszych grupach, zazwyczaj regionalnych, pod dowództwem tego kto cieszył się największym autorytetem. Określanie pierwszej z trzech wypraw składających się na krucjatę mianem „lombardzkiej” nie oznacza zatem, że w jej skład wchodzili sami Lombardczycy. Nazwa ta wynika z faktu, iż ruszyli do Bizancjum jako pierwsi spośród wszystkich jej uczestników.
Wyprawa z Lombardii ruszyła jesienią 1100 r., we wrześniu. W jej skład weszło trochę rycerstwa i ludzi zawodowo parających się wojną, ale w przeważającej części składała się z pospólstwa zamieszkującego najuboższe dzielnice miast. Towarzyszyło im wielu duchownych, kobiet i dzieci. Na jej czele stanął arcybiskup Mediolanu Anzelm z Buis, a swoje hufce przyprowadzili także hrabia Biandrate Albert, Wilbert z Parmy i Hugon z Montebello. Liczbowo stan wyprawy przedstawiał się imponująco, Albert z Aix szacował ją na 200 000 ludzi, choć współcześni historycy są zdania że było to najwyżej 20 000. Zapanowanie nad taką masą ludzką, zwłaszcza jeśli w jej skład wchodzili raczej ludzie, którzy nigdy nie służyli w armii, było bardzo ciężkie i nie raz miało przysporzyć licznych kłopotów.
Trasa wyprawy Lombardczyków wiodła przez Krainę i dolinę Sawy na Węgry, skąd skierowała się w stronę Belgradu, gdzie przekroczyła granicę bizantyńską. Krzyżowcom przydzielono eskortę, która miała dopilnować porządku aż do momentu, gdy znajdą się na terenie Azji Mniejszej. Z powodu trudności aprowizacyjnych ludzi rozdzielono do trzech obozów: pod Filipopolem, pod Adrianopolem i pod Rodosto. Nie zlikwidowało to jednak problemów z zaopatrzeniem, co w połączeniu z krnąbrnością Lombardczyków zaowocowało wyprawami łupieżczymi na wsie, gdzie rabowano spichrze, plądrowano domostwa chłopskie, a czasem nawet kościoły. Wobec tego cesarz zebrał krzyżowców w okolicach Konstantynopola, chcąc jak najszybciej przerzucić ich na teren Azji Mniejszej. Tymczasem wśród łacinników rozeszły się wieści, że następna armia krzyżowa znajduje się w drodze do Konstantynopola. Odmówili przeprawy do czasu jej przybycia. Bizantyńczycy, chcąc zmusić ich do opuszczenia obozu, przestali dostarczać żywność. Wybuchły zamieszki, które nie ominęły nawet pałacu cesarskiego na przedmieściach, gdzie zabito ulubionego cesarskiego lwa.
Cesarz wezwał przed swoje oblicze arcybiskupa Mediolanu Anzelma i hrabiego Alberta, rozkazując im opanowanie tumultu. Interwencja dowódców wyprawy zakończyła się sukcesem, ale zamieszki zwiększyły napięcie między krzyżowcami a Bizantyńczykami. Mediacji podjął się przebywający na cesarskim dworze Rajmund z Tuluzy. Cieszył się znacznym poważaniem w szeregach Lombardczyków i za jego namowami zgodzili się na przeprawę do Azji Mniejszej. Rozbili obóz pod Nikomedią, gdzie oczekiwali na przybycie posiłków z Europy.
Posiłki te prowadził Stefan de Blois, jeden z uczestników I krucjaty którą opuścił pod Antiochią. Po powrocie do domu znalazł się pod presją otoczenia, zwłaszcza żony, które oskarżało go o tchórzostwo i hańbę. Aby zmyć swoje przewiny, postanowił jeszcze raz udać się do Ziemi Świętej i na wiosnę 1101 roku wyruszył ze swoim hufcem. Przyłączyło się do niego wielu rycerzy francuskich dowodzonych przez Stefana z Burgundii, Hugona z Broyes, Baldwina z Grandpre i biskupa Soissons, Hugona. Podróżowali przez Italię, na Bałkany trafili przez Adriatyk. W międzyczasie przyłączył się do nich oddział rycerzy niemieckich pod dowództwem Konrada, marszałka Henryka IV. Do Konstantynopola dotarli na początku maja, po czym dołączyli do Lombardczyków obozujących pod Nikomedią. Jako że Rajmund z Tuluzy cieszył się uznaniem zarówno cesarza, jak i rycerstwa francuskiego i niemieckiego, to jemu przypadła rola dowódcy krucjaty. Lombardczycy również zaakceptowali jego kandydaturę.
Krzyżowcy wraz z posiłkami bizantyńskimi dowodzonymi przez Tzitasa i najemnikami tureckimi (prawdopodobnie Pieczyngami) wymaszerowali z Nikomedii pod koniec maja. Plan krucjaty zakładał dotarcie do Ziemi Świętej i oczyszczenie szlaku biegnącego od Bosforu przez Azję Mniejszą do Syrii, na czym szczególnie zależało Bizantyńczykom. Stefan de Blois i Rajmund z Tuluzy radzili trzymanie się trasy I krucjaty, która prowadziła przez Doryleum i Ikonium. Pomysł ten został jednak odrzucony przez Lombardczyków, którzy stanowili większość uczestników wyprawy. Wystąpili oni z projektem, by najpierw uwolnić księcia Antiochii, Boemunda I, który przebywał w Niksarze (Neocezarea) położonej w północno-wschodniej części Azji Mniejszej jako więzień Daniszmendydów. Francuzi, Niemcy i Bizantyńczycy musieli ustąpić Lombardczykom. Wojsko pomaszerowało więc na wschód, docierając pod mury Ankary należącej do sułtana Kilidż Arslana I. Miasto wzięto przez zaskoczenie 23 czerwca i przekazano władzom bizantyńskim.
Wojska krzyżowe pomaszerowały dalej na wschód. Coraz częściej jednak zaczynało brakować jedzenia. Kilidż Arslan, cofający się przed hufcami przeciwnika, dewastował całe okolice, chcąc w ten sposób uniemożliwić im zdobycie prowiantu. Oprócz tego prowadził działania podjazdowe, cały czas nękając krzyżowców. W międzyczasie emir Daniszmendydów, Ghazi, szykując się na przybycie przeciwnika, odnowił przymierze z Seldżukami i pozyskał posiłki od Ridwana z Allepa. Gdy wycieńczeni głodem i lipcowymi upałami krzyżowcy stanęli pod potężnie ufortyfikowaną Gangrą, stało się jasne, że nie zdobędą twierdzy. Wysłuchali wówczas Rajmunda z Tuluzy, doradzającego skierowanie się w stronę Kastamonu, a stamtąd do wybrzeży Morza Czarnego, co dawało szansę na uratowanie armii od całkowitego rozbicia. Ewentualne zdobycie Kastamonu stwarzało też szansę na uzyskanie wybaczenia u cesarza, za zboczenie z uzgodnionej trasy marszu.
Turcy nadal nękali łacinników, prowadząc wojnę podjazdową i ogołacając z żywności tereny, przez które wiodła droga do Kastamonu. Ataki tureckie stały się tak powszechne, że wojska musiały podróżować zwartą masą, co uniemożliwiało wysyłanie zwiadowców czy oddziałów aprowizacyjnych. Tymczasem Lombardczycy za złą sytuację obwiniali Rajmunda, zarzucając mu zawiść względem Boemunda I i domagając się ponownego podjęcia marszu na wschód na tereny Daniszmendydów. Fakt, iż Lombardczycy stanowili większość wojsk, ponownie przeważył i wojska krzyżowe przekroczyły Halys, wdzierając się na tereny emira Ghaziego. Gdy znaleźli się pod Merzifonem, stało się jasne, że Turcy szykują się do walnej bitwy. Rajmund ustawił zatem wojska w szyku bojowym.

### Bitwa pod Merzifon
Turcy, atakując łacinników, wykorzystali swą ulubioną taktykę: konni łucznicy podjeżdżali pod szeregi przeciwnika i zasypywali go strzałami, po czym wycofywali się, a kolejny oddział atakował z innego kierunku. Uniemożliwiało to krzyżowcom doprowadzenie do walki wręcz, w której byli szkoleni. Po pewnym czasie hufiec lombardzki spanikował i porzucił swoje pozycje, pozostawiając przy okazji kobiety i dzieci na pastwę losu. Wobec takiego obrotu spraw tureccy najemnicy również zrejterowali. Rajmundowi udało się wprawdzie opanować chaos w szeregach swoich wojsk, ale i tak musiał się wycofać i bronić obozu. Pod osłoną nocy hrabia Tuluzy wraz z Bizantyńczykami uciekł z obozu. Na wieść o tym pozostali wodzowie również wycofali swoje siły. W obozie zostały osoby cywilne, w tym kobiety i dzieci. Turcy, którzy wraz z nadejściem dnia zdobyli obóz, schwytali dużą liczbę jeńców, których potem sprzedawali na bliskowschodnich bazarach.

### Po bitwie
Pokonani wodzowie ratowali się ucieczką nad wybrzeża Morza Czarnego. Rajmund z Tuluzy uciekał wzdłuż rzeki Halys do portu w Bafra, gdzie statek zabrał go do Konstantynopola. Część rycerzy przebiła się przez wojska tureckie i dotarła do Synopy, skąd wzdłuż wybrzeża również ruszyła do cesarskiej stolicy. Wśród krzyżowców rozeszły się plotki o rzekomej odpowiedzialności Bizantyńczyków za klęskę. Wskazywano na najemników tureckich, którzy uciekli z pola bitwy. Pojawiały się także głosy, iż cesarz postanowił wygubić łacinników i hrabia Rajmund celowo skierował wyprawę na wschód, w turecką pułapkę, zamiast zmierzać prosto do Ziemi Świętej.

### Następstwa
Wyprawa lombardzka zakończyła się klęską, ale miała poważniejsze skutki. Przede wszystkim nie oczyściła szlaku na południe, a dobra komunikacja lądowa była cesarstwu niezbędna dla utrzymania niedawno odzyskanych terenów na śródziemnomorskim wybrzeżu Azji Mniejszej. Atakując Daniszmendydów, łacinnicy znacznie utrudnili prowadzone przez Bizancjum rozmowy z emirem Ghazi o wykupienie Boemunda I z niewoli. Ten krok mógł również sprawić, że emir podejmie w przyszłości wrogie kroki wobec Imperium, a cesarz miał już wystarczająco dużo problemów z Seldżukami.
Upadł również mit o niezwyciężoności łacinników, który po sukcesach I krucjaty paraliżował wiele poczynań tureckich. Zwycięstwo z Merzifon znacznie wzmocniło Kilidż Arslana i jego sułtanat. Przeniósł on swą siedzibę do Ikonium, leżącego dokładnie na szlaku z Konstantynopola do Syrii, co oznaczało jej definitywnie zamknięcie dla Bizancjum.
Pogorszeniu uległy także stosunki łacińsko-bizantyńskie. Już w czasie I wyprawy wśród krzyżowców pojawiały się głosy nieprzychylne Cesarstwu i obwiniające Greków o niepowodzenia. Teraz podobne oskarżenia artykułowane były całkowicie jawnie i były o wiele bardziej powszechne.

## Wyprawa Wilhelma II
Krótko po tym jak Lombardczycy opuścili obóz pod Nikomedią i powędrowali w głąb Azji Mniejszej, do Konstantynopola przybyły hufce Wilhelma II hrabiego Nevers. Wyruszył w lutym i przez Italię dotarł do portu w Brindisi, skąd przeprawił się do Awlony. Większość tych, którzy z nim wyruszyli, było ludźmi zaznajomionymi z wojaczką i dyscypliną, toteż jego siły były lepiej zdyscyplinowane i nie dochodziło do rabunkowych ekscesów na terenie Bizancjum. Po dotarciu do Konstantynopola Wilhelm II spotkał się z cesarzem, który przyjął go bardzo serdecznie. Hrabia Nevers nie zabawił jednak długo na dworze, bowiem liczył na to, że uda mu się połączyć z siłami obozującymi pod Nikomedią. Szybko przeprawił się przez Bosfor, ale w obozie nikogo już nie zastał. Ruszył więc śladem krzyżowców do Ankary, gdzie dotarł w okolicach lipca. Ankara była już wówczas obsadzona przez siły bizantyńskie, niestety nikt nie wiedział, gdzie pomaszerowała armia krzyżowa.
Zawrócił więc w kierunku Ikonium, które próbował wziąć szturmem, ale wzmocniona załoga turecka obroniła się. Wilhelm II uznając, iż pozostawanie w tych okolicach może być niebezpieczne, podjął decyzję o wyruszeniu w dalszą drogę. Tymczasem Ghazi i Kilidż Arslan rozbili Lombardczyków pod Merzifon i podążyli na południe. Zajęli pozycje w okolicach Heraklei, do której zmierzały wojska Wilhelma II. Jego siły borykały się z tymi samymi problemami co wyprawa lombardzka i gdy stanęli pod Herakleą, byli wycieńczeni i głodni. Siły tureckie, górujące liczebnie nad przeciwnikiem, otoczyły wojska hrabiego Nevers. Doszło do zażartej bitwy, w wyniku której zginęli lub dostali się do niewoli prawie wszyscy łacinnicy. Wilhelm z niewielką grupką rycerzy zdołał uciec z pola bitwy i dotarł do Germanikopolis. Dowódca twierdzy przydzielił im eskortę złożoną z Pieczyngów mających ich odstawić do granicy syryjskiej. Kilka tygodni później hrabia i jego towarzysze zjawili się w Antiochii. Po drodze, według ich relacji, zostali obrabowani przez Pieczyngów i pozostawieni na pastwę losu na pustyni.

## Wyprawa Wilhelma IX i Welfa I
Krótko po przeprawie Niwerańczyków przez Bosfor do Konstantynopola przybyła kolejna armia krzyżowa, złożona z rycerstwa Akwitanii, dowodzonego przez księcia Wilhelma IX i rycerstwa niemieckiego z Welfem I, księciem Bawarii, na czele. Towarzyszył im Hugo hrabia Vermandois, uczestnik I krucjaty, który jednak wycofał się przed zdobyciem Jerozolimy i teraz chciał dopełnić swoich ślubów.
Akwitańczycy wyruszyli z Francji w marcu, kierując się ku terenom zajmowanym przez Święte Cesarstwo Rzymskie. Po drodze przyłączyły się do nich siły księcia Welfa I, który ustępował wówczas z tronu bawarskiego na rzecz syna. Wojska pomaszerowały dalej wzdłuż Dunaju do Belgradu, a stamtąd do Konstantynopola. W czasie przemarszu doszło do tak wielu rabunków i łupieżczych rajdów, że władze bizantyńskie wysłały oddziały Pieczyngów i Połowców, chcąc zagrodzić krzyżowcom drogę do stolicy. Doszło do regularnej bitwy, którą zakończyła dopiero interwencja obydwu książąt. Pozostałą część drogi odbyli pod silną eskortą. Bardzo szybko przerzucono łacinników przez Bosfor, a dużą część cywilów wysłano statkami bezpośrednio do Ziemi Świętej.
Armie Wilhelma i Welfa mogły bez większych problemów doścignąć Niwerańczyków, ale jako że celem Wilhelma II było połączenie się z Rajmundem z Tuluzy, osobistym wrogiem księcia Akwitanii, zdecydowano się działać osobno. Największym problemem trzeciej armii krzyżowej operującej w Azji Mniejszej było poruszanie się po terenach, przez które przebyły już dwie poprzednie ekspedycje. Ziemie te były więc ogołocone z żywności, brakowało koni i wody. Gdy dotarli w końcu do Ikonium, spanikowana załoga turecka opuściła miasto, ogołacając je jednak wcześniej ze wszystkich zapasów. Krzyżowcy o trudności aprowizacyjne obwiniali Bizantyńczyków. Mniej więcej w tym samym czasie Ghazi i Kilidż Arslan zniszczyli pod Herakleą hufce Wilhelma II.
Dowództwo, nie zważając na przeciwności, podjęło decyzję, aby kontynuować marsz śladami Niwerańczyków w kierunku Heraklei. Droga była wyjątkowo uciążliwa, brakowało żywności, a Turcy rozpoczęli walki podjazdowe. Na początku września Akwitańczycy i Niemcy wkroczyli w końcu do Heraklei, opuszczonej przez ludność i załogę. Zaraz za miastem płynęła rzeka, która nie wysychała nawet w wyjątkowo upalne lata. Krzyżowcy rzucili się uzupełniać zapasy, łamiąc szyki. Na to czekali zaczajeni w pobliżu Turcy, którzy natychmiast uderzyli. Zaskoczeni łacinnicy zostali otoczeni i wycięci niemal do ostatniego. Udało się przeżyć nielicznym. Książę Wilhelm zbiegł w góry, skąd udało mu się dotrzeć do Tarsu. Hugon z Vermandois, ciężko ranny, również znalazł się w tym mieście, gdzie zresztą zmarł. Także Welfowi I udało się ujść z życiem i z resztkami swego hufca dotarł do Antiochii.

## Następstwa krucjaty
Wszystkie trzy wyprawy zakończyły się druzgocącymi klęskami. Nie udało się opanować twierdz leżących na szlaku z Konstantynopola do Syrii, co zaważyło na późniejszych losach wszystkich krucjat do Ziemi Świętej i dziejach państw łacińskich w Outremer. Wobec klęski jedyną w miarę bezpieczną drogą do Ziemi Świętej stało się morze. Podróż taka była jednak o wiele kosztowniejsza i nie każdy mógł sobie na nią pozwolić, co uniemożliwiało masowe osadnictwo Europejczyków w Palestynie i znacznie utrudniało dostarczanie posiłków wojskowych. Problem miało również Bizancjum, które musiało poświęcać o wiele większe środki, aby bronić swych posiadłości na południowym wybrzeżu Azji Mniejszej.
Brak szlaku lądowego przyczynił się do wzrostu potęgi włoskich miast handlowych. Jako jedyne dysponowały dostatecznie dużymi flotami, aby przetransportować wojska, pielgrzymów czy osadników. Również praktycznie cały handel ze wschodem przeniósł się na morze. Powody do zadowolenia mieli także normańscy książęta Antiochii i Rubenidzi z Cylicji. Brak dogodnego połączenia Konstantynopola z Syrią sprawił, że nie musieli obawiać się interwencji bizantyńskich.
Zwycięstwa wzmocniły Turków i pozwoliły im na swobodniejsze infiltrowanie Azji Mniejszej. Upadek mitu o niepokonanych łacinnikach sprawił, iż przestali się obawiać krzyżowców i często nawiązywali z nimi walkę.